# Abbrivo
L'abbrivo o abbrivio, nella nautica è il moto inerziale di una imbarcazione.

## Etimologia
L'etimologia della parola è, secondo Niccolò Tommaseo, da ricondursi alle parole latine ab e riva, significanti ciò che si distacca dalla riva. Perciò, "pigliare l'abbrivo" è quel primo corso che prende il vascello, che lo fa allontanar dalle rive. Secondo Pietro Fanfani, invece, il termine sarebbe di origine provenzale e si userebbe per cosa o persona che si muova con forza.
Nel dialetto veneziano l'abbrivo è tradotto come brivada, e da questo deriva il comando nautico "briva" (o "abbriva"), col quale si ordina di far forza o dare spinta o nel momento del varo di una imbarcazione, oppure per conferire forza propulsiva a rapidi movimenti del timone.

## Utilizzo del termine
Nell'uso corrente, l'abbrivo ha più sovente il significato di inerzia in decelerazione, e come tale è rilevante nelle manovre di ancoraggio, ormeggio o attracco in quanto l'inerzia del natante deve essere calcolata per individuare il momento in cui interrompere opportunamente la propulsione e far coincidere il punto naturale di arresto con quello desiderato senza dover ricorrere a spinta contraria (marcia indietro) a fini di freno.
Anche nelle manovre in cui è necessario ruotare l'imbarcazione per la sua opportuna presentazione all'ormeggio, si calcola l'abbrivo per l'aggancio in corsa di un punto fermo (sia con l'ancora che agguanta il fondo, sia fissandosi a un gavitello) così da sfruttare tutta l'inerzia (dovuta all'energia cinetica acquisita) anche per la rotazione.
Nei regolamenti nautici italiani, per abbrivo si considera la generica condizione di moto dell'imbarcazione, sia essa a propulsione attiva o meno, come mera distinzione dall'imbarcazione ferma e quindi generico stato di navigazione. Più in generale, l'abbrivo è un moto di accelerazione o di decelerazione, essendo a questi fini il moto uniforme effetto del ricorso a propulsione.